# Life Is a Flower
Life Is a Flower – singel szwedzkiego zespołu Ace of Base, promujący ich trzeci studyjny album zatytułowany Flowers. Piosenka była najczęściej nadawaną w europejskich rozgłośniach radiowych w 1998. Singiel sprzedał się w nakładzie ponad 264 000 kopii w samej Wielkiej Brytanii a także uplasował się na 5. miejscu miejscowych list przebojów. Utwór został wydany także pod tytułem „Whenever You’re Near Me” jako singiel promujący album Cruel Summer.

## Lista utworów
CD single
1. Life Is a Flower (Original Version) 3:45
2. Life Is a Flower (Extended Version) 5:44

Maxi-single
1. Life Is a Flower (Original Version) 3:45
2. Life Is a Flower (Reggae Version) 3:32
3. Life Is a Flower (Extended Version) 5:44
4. Life Is a Flower (Soul Poets Night Club Mix) 5:20
5. No Good Lover (Previously Unreleased) 3:54

UK CD 1
1. Life Is a Flower (Original Version) 3:45
2. Life Is a Flower (Extended Version) 5:44
3. Life Is a Flower (Soul Poets' Night Club Mix) 5:20
4. Life Is a Flower (Milk Inc. Long Edit)

UK CD 2
1. Life Is a Flower 3:45
2. The Sign
3. All That She Wants

## Oficjalne wersje/remiksy
- Radio Edit
- Absolom Remix
- Absolom Short Edit
- Extended Version
- Milk Inc. Club Mix
- Milk Inc. UHT Radio Mix
- Milk Inc. Long Edit
- Reggae Version
- Soul Poets Night Club Mix
- Sweetbox Remix

## Notowania
| Chart                           | Peak position |
| ------------------------------- | ------------- |
| Austrian Singles Chart          | 15            |
| Danish Singles Chart            | 2             |
| Dutch Singles Chart             | 25            |
| Finnish Singles Chart           | 3             |
| French Singles Chart            | 16            |
| German Singles Chart            | 20            |
| Irish Singles Chart             | 19            |
| Italian Singles Chart           | 5             |
| MTV European Top 20             | 6             |
| New Zealand RIANZ Singles Chart | 29            |
| Norwegian Singles Chart         | 20            |
| Spanish Singles Chart           | 7             |
| Swiss Singles Chart             | 18            |
| Swedish Singles Chart           | 5             |
| UK Airplay Chart                | 3             |
| UK Singles Chart                | 5             |